# NGC 592

Lage von NGC 592 im Dreiecksnebel. Das Bild des Dreiecksnebels besteht aus Aufnahme des VST, HII-Regionen erscheinen rötlich.

NGC 592 ist ein H-II-Gebiet und eine große Sternassoziation in der Galaxie Messier 33 im Sternbild Dreieck am nördlichen Fixsternhimmel. Die H-II-Region befindet sich von der Erde aus gesehen etwa 9' westlich vom Zentrum von Messier 33 und besteht aus zwei hellen, etwa 25" auseinanderliegenden Kernen, die von schwachen, ausgedehnten Filament-Strukturen umgeben sind.

Sehr wahrscheinlich liegt M33SNR21, der im Röntgenlicht hellste bekannte Supernovaüberrest in Messier 33, im Außenbereich von NGC 592.